# TLC: Tables, Ladders & Chairs 2011
TLC: Tables, Ladders & Chairs 2011 was een professioneel worstel-pay-per-viewevenement dat geproduceerd werd door de WWE. Dit evenement was de derde editie van TLC: Tables, Ladders & Chairs en vond plaats in de 1st Mariner Arena in Baltimore (Maryland) op 18 december 2011.

## Matchen
| Nr.                                                                          | Match | Winnaar(s)        |
| ---------------------------------------------------------------------------- | --- | ----------------- |
| -                                                                            | Drew McIntyre vs. Alex Riley in een een-op-eenmatch                                                                         | Drew McIntyre     |
| 1                                                                            | Dolph Ziggler (c) vs. Zack Ryder in een een-op-eenmatch voor het United States Championship                                 | Zack Ryder (nc)   |
| 2                                                                            | Air Boom (c) vs. Primo & Epico in een tag team match voor het WWE Tag Team Championship                                     | Air Boom (c)      |
| 3                                                                            | Randy Orton vs. Wade Barrett in een Tables match                                                                            | Randy Orton       |
| 4                                                                            | Beth Phoenix (c) vs. Kelly Kelly in een een-op-eenmatch voor het Divas Championship                                         | Beth Phoenix (c)  |
| 5                                                                            | Triple H vs. Kevin Nash in een Sledgehammer Ladder match                                                                    | Triple H          |
| 6                                                                            | Jack Swagger vs. Sheamus in een een-op-eenmatch                                                                             | Sheamus           |
| 7                                                                            | Mark Henry (c) vs. Big Show in een Chairs match voor het World Heavyweight Championship                                     | Big Show (nc)1    |
| 8                                                                            | Big Show (c) vs. Daniel Bryan2                                                                                              | Daniel Bryan (nc) |
| 9                                                                            | Cody Rhodes (c) vs. Booker T in een een-op-eenmatch voor het Intercontinental Championship                                  | Cody Rhodes (c)   |
| 10                                                                           | CM Punk (c) vs. The Miz vs. Alberto Del Rio in een Triple Threat Tables, Ladders and Chairs match voor het WWE Championship | CM Punk (c)       |
| (c) huidige kampioen voor en na de match \| (nc) nieuwe kampioen na de match | |                   |

1Big Show won de titelmatch van Mark Henry maar na de match werd Big Show aangevallen door Henry.

2Daniel Bryan diende zijn Money in the Bank koffer en versloeg Big Show, die eerder was aangevallen door Henry. De match duurde slechts zeven seconden en met 1 minuut was Big Show de kortste kampioen in de World Heavyweight Championship geschiedenis.